# Harold Bratt
Harold Bratt (sinh ngày 8 tháng 10 năm 1939, mất ngày 8 tháng 10 năm 2018) là một cầu thủ bóng đá người Anh. Ông thường thi đấu ở vị trí hậu vệ. Ông sinh ra ở Salford, Lancashire, thi đấu cho Manchester United và Doncaster Rovers.